# Сокіл Петро Петрович
Петро Петрович Сокіл (нар. 27 січня 1990, м. Копичинці Гусятинського району Тернопільської області) — український футболіст, нападник.
Виступав за: «Надія-Зоря» (Копичинці) (2002), «Волинь» (Луцьк), «Нива» (Тернопіль) (2008—2010)